# Glenn Ljungström
Glenn Ljungström (ur. 7 września 1974) – szwedzki muzyk. Gitarzysta w pierwszym składzie In Flames. Grał w tym zespole 4 lata (1993 do 1997) i pojawił się na płytach Lunar Strain, The Jester Race i Whoracle oraz na minialbumie Black-Ash Inheritance. Grupę opuścił, by znaleźć bardziej pewną, stała pracę, ze względu na swoją rodzinę. W latach 1995–1997 grał na gitarze w zespole Hammerfall. Później przyłączył się do projektu gitarzysty In Flames Jespera Strömblada o nazwie Dimension Zero. Opuścił tę grupę w roku 2003.

## Dyskografia
In Flames
- Lunar Strain (1994)
- Subterranean (1995, EP)
- The Jester Race (1996)
- Black-Ash Inheritance (1997, EP)
- Whoracle (1997)

Dimension Zero
- Penetrations from the Lost World (1997, EP)
- Silent Night Fever (2002)
- This Is Hell (2003)

Hammerfall
- Glory to the Brave (1997)